# Linden (Bergisch Gladbach)
Linden oder auch das Linder Gut war ein Ackergut und Ortsteil im heutigen Stadtteil Paffrath der Stadt Bergisch Gladbach  im Rheinisch-Bergischen Kreis.

## Lage und Beschreibung
Das Linder Gut ist auf der Skizze im roten Messbuch als Teil des Kirchspiels Paffrath zwischen dem Bachgut und Büchel eingezeichnet.

## Geschichte
Die Hoflage ist 1666 als Linder Gut erwähnt. Aus Carl Friedrich von Wiebekings Charte des Herzogthums Berg 1789 geht hervor, dass Linden zu dieser Zeit Teil der Honschaft Paffrath im gleichnamigen Kirchspiel war.
Unter der französischen Verwaltung zwischen 1806 und 1813 wurde das Amt Porz aufgelöst und Linden wurde politisch der Mairie Gladbach im Kanton Bensberg zugeordnet. 1816 wandelten die Preußen die Mairie zur Bürgermeisterei Gladbach im Kreis Mülheim am Rhein. In den preußischen Statistiken ist der Wohnplatz 1845 an der Linden mit sieben Einwohnern und einem Haus als Wirtshaus und Ackergut aufgeführt. Mit der Rheinischen Städteordnung wurde Gladbach 1856 Stadt, die dann 1863 den Zusatz Bergisch bekam.